# Mindaugas af Litauen
Mindaugas (polsk: Mendog, hviderussisk: Міндоўг (tr. Mindoug)) (ca. 1200 – 12. september 1263) grundlagde Storfyrstendømmet Litauen og var den første historisk kendte Storfyrste af Litauen (1248 – 1253) og den eneste konge af Litauen (1253 – 1263). Ifølge legender er han søn af Ryngold storfyrste af den legendariske Palemonide-slægt, der er imidlertid meget begrænset kendskab til hans oprindelse, tidlige liv og vej til magten.
Han er nævnt i en traktat fra 1219 som en ældre fyrste, og i 1236 som leder af alle litauere. Nyere kilder, der beskæftiger sig med hans vej til magten, nævner strategiske ægteskaber og forvisning eller mord på hans rivaler. I løbet af 1230'erne og 1240'erne styrkede han sin kontrol med områderne sydøst for det egentlige Litauen. I 1250 eller 1251, under interne magtkampe, blev han romersk-katolsk døbt. Dette satte ham i stand til at etablere en alliance med den Liviske Orden, som i mange år havde været en af litauernes vigtigste fjender. I løbet af sommeren 1253 blev han kronet til konge af Litauen af biskoppen i Kulmsee (polsk: Chełmża) på baggrund af en pavelig bulle udstedt Innocens IV og herskede over mellem 3-400.000 undersåtter.
Mens Mindaugas ti-årige regeringstid var præget af forskellige statsbygnings aktiviteter, fortsatte hans konflikter med familien og de øvrige hertuger. Det vestlige Litauen gjorde modstand Mindaugas' regeren, samtidigt blev hans landvindinger i de sydøstlige områder angrebet af tatarerne. I 1261 brød Mindaugas med den Liviske Orden, og opgav sandsynligvis kristendommen. I 1263 blev Mindaugas myrdet af hans nevø, Treniota, og en anden rival, hertug Daumantas. Hans tre efterfølgere blev også myrdet. Fejderne ophørte først da Traidenis blev storfyrste ca. 1270.
Selv om hans ry var uafklaret i de følgende århundreder, og hans efterkommere ikke gjorde sig bemærket, vandt han anerkendelse i 18 og 1900-tallet. Mindaugas var den eneste konge af Litauen. De fleste af Storfyrster af Litauen, fra Jogaila og fremefter regerede samtidigt som konger af Polen, men titlerne forblev adskilte.
Nu betragtes Mindaugas som grundlæggeren af den litauiske stat og den, der stoppede tatarernes fremmarch mod Østersøen. Han får æren for den internationale anerkendelse af Litauen, og at forbinde Litauen med den vestlige civilisation.
I 1990'erne fremsatte historikeren Edvardas Gudavičius en hypotese om at kroningen foregik den 6. juli 1253. På trods af at datoen er omstridt, er denne dag blevet valgt som Litauens officielle nationaldag.